# Michel Preud'homme
Michel Preud'homme (Seraing, Lieja, 24 de enero de 1959) es un exportero belga de fútbol. Participó en dos Mundiales: Italia 1990 y Estados Unidos 1994, ganando en este último el Premio Lev Yashin al mejor portero del torneo. Desde mayo de 2018 es vicepresidente del Standard Lieja, cargo que compaginó con el de entrenador hasta junio de 2020.
Ha entrenado a equipos como el Club Brujas, el Al-Shabab, el F. C. Twente, el K. A. A. Gante y al Standard de Lieja, al que ayudó a obtener su noveno título en la historia de la Liga belga de primera división en la temporada 2007-08.

## Trayectoria

### Como jugador
Debutó con el Standard de Lieja a los 18 años en 1977, en un partido ante el Boom que finalizó 3-1. En el Standard, se proclamó ganador de la Copa de Bélgica y Supercopa en 1981, jugando la Recopa al año siguiente y llegando a la final que perdería ante el F. C. Barcelona por 2-1. Sus últimos títulos en el conjunto belga fueron el campeonato de Liga en 1982 y 1983 y la Supercopa en 1983.
Preud'homme, tras perder confianza en el Standard, fichó por el Malinas, consiguiendo la Liga belga en 1989 y la Recopa en 1988 ante el Ajax. En el Malinas alcanzó un nivel altísimo, codeándose con los mejores porteros del mundo. Fue dos veces portero menos goleado de la liga belga, en 1987 y 1990, y mejor portero belga en 1988, 1989, 1990, 1991 y 1994.
En el Standard de Lieja jugó 240 partidos y en el Malinas 263. En su paso por la SuperLiga portuguesa disputó 147 encuentros con el S. L. Benfica.
En la temporada 1989-90 batió todos los récords al encajar la cifra de 14 tantos en toda la Jupiler League.
En 1994, con 35 años, fichó por el S. L. Benfica. Pese a la desconfianza inicial por su edad, rápidamente se ganó un lugar como ídolo y fue artífice en la obtención de la Copa de Portugal. Durante cuatro años fue titular indiscutido y el mejor portero de la liga portuguesa, hasta que colgó los guantes en 1999. A su retirada ejerció como director de relaciones internacionales del equipo luso.

### Como entrenador
Preud'homme empezó la carrera de entrenador en 2001, dirigiendo al Standard de Lieja. Su primera temporada en el club fue algo aceptable, pero no logró clasificarse para una competencia europea, tras acabar en la quinta posición. Después fue despedido al final de esta temporada (la 2001-02).
En agosto de 2006, y tras mucho tiempo sin entrenar, regresó al Standard de Lieja, logrando buenos resultados en dos temporadas. En la primera alcanzó la final de la Copa de Bélgica, pero cayó ante el Club Brujas; mientras que, en la campaña 2007-2008, tuvo un buen desempeño, ganando la liga nacional tras 25 años sin hacerlo, superando al mismísimo Anderlecht y al Brujas.
Posteriormente, entrenó durante una temporada al K. A. A. Gante; y luego, en la campaña siguiente, al F. C. Twente, con el que ganó una Supercopa y una Copa de los Países Bajos y fue subcampeón de la Eredivisie, antes de incorporarse al Al-Shabab.
A finales de 2013, fichó por el Club Brujas, llevándolo hasta el subcampeonato en la temporada 2013-14. Al año siguiente, ganó la Copa y la Supercopa de Bélgica; y en 2016, logró llevarse el título de la Liga belga, que se le resistía al conjunto negriazul desde hacía 11 años. Finalmente, dejó el club en mayo de 2017.
En mayo de 2018, el Standard Lieja hizo oficial su vuelta como entrenador y vicepresidente del club. En junio de 2020, comunicó que dejaba el puesto en el banquillo, aunque continuaría ejerciendo el rol que tenía en los despachos.

## Selección nacional
El guardameta participó en dos Mundiales, el de 1990 -donde alcanzó los octavos- y el de 1994. En este último demostró sus grandísimas cualidades en todo el torneo, donde llegó hasta octavos. Su actuación más memorable fue en el partido ante la selección neerlandesa, venciendo por 1-0 y ganando el Premio Lev Yashin al mejor portero del campeonato.

### Participaciones en Copas del Mundo
| Mundial                        | Sede           | Resultado        |
| ------------------------------ | -------------- | ---------------- |
| Copa Mundial de Fútbol de 1990 | Italia         | Octavos de final |
| Copa Mundial de Fútbol de 1994 | Estados Unidos | Octavos de final |

## Clubes

### Como jugador
| Club           | País     | Año       |
| -------------- | -------- | --------- |
| Standard Lieja | Bélgica  | 1977-1986 |
| K. V. Malinas  | Bélgica  | 1986-1994 |
| S. L. Benfica  | Portugal | 1994-1999 |

### Como entrenador
| Club           | País           | Año       |
| -------------- | -------------- | --------- |
| Standard Lieja | Bélgica        | 2001-2002 |
| Standard Lieja | Bélgica        | 2006-2008 |
| K. A. A. Gante | Bélgica        | 2008-2010 |
| F. C. Twente   | Países Bajos   | 2010-2011 |
| Al-Shabab      | Arabia Saudita | 2011-2013 |
| Club Brujas    | Bélgica        | 2013-2017 |
| Standard Lieja | Bélgica        | 2018-2020 |

## Palmarés

### Como jugador

#### Torneos nacionales
| Título                      | Club              | País     | Año  |
| --------------------------- | ----------------- | -------- | ---- |
| Copa de Bélgica             | Standard de Lieja | Bélgica  | 1981 |
| Supercopa de Bélgica        | Standard de Lieja | Bélgica  | 1981 |
| Primera División de Bélgica | Standard de Lieja | Bélgica  | 1982 |
| Primera División de Bélgica | Standard de Lieja | Bélgica  | 1983 |
| Supercopa de Bélgica        | Standard de Lieja | Bélgica  | 1983 |
| Primera División de Bélgica | Malinas           | Bélgica  | 1989 |
| Copa de Portugal            | S. L. Benfica     | Portugal | 1996 |

#### Torneos internacionales
| Título              | Club    | Sede        | Año  |
| ------------------- | ------- | ----------- | ---- |
| Recopa de Europa    | Malinas | Estrasburgo | 1988 |
| Supercopa de Europa | Malinas | Eindhoven   | 1988 |

### Como entrenador

#### Torneos nacionales
| Título                        | Club              | País           | Año  |
| ----------------------------- | ----------------- | -------------- | ---- |
| Primera División de Bélgica   | Standard de Lieja | Bélgica        | 2008 |
| Copa de Bélgica               | K. A. A. Gante    | Bélgica        | 2010 |
| Supercopa de los Países Bajos | F. C. Twente      | Países Bajos   | 2010 |
| Copa de los Países Bajos      | F. C. Twente      | Países Bajos   | 2011 |
| Liga Profesional Saudí        | Al-Shabab         | Arabia Saudita | 2012 |
| Copa de Bélgica               | Club Brujas       | Bélgica        | 2015 |
| Primera División de Bélgica   | Club Brujas       | Bélgica        | 2016 |
| Supercopa de Bélgica          | Club Brujas       | Bélgica        | 2016 |

### Distinciones individuales
- Mejor portero belga en 1988, 1989, 1990, 1991 y 1994.
- Premio Lev Yashin (Mejor portero del Mundo) en 1994.
- Portero menos goleado de la Jupiler League en 1987 y 1989.
- La Federación Internacional de Historia y Estadística del Fútbol (IFFHS), lo designó como el número 22 del Ranking de los mejores porteros del siglo XX y como el 11º mejor portero del Mundo del Cuarto de Siglo (1987-2011).[15][16]